# Snoop Dogg
Calvin Cordozar Broadus, Jr. (født 20. oktober 1971), bedre kendt under sine kunstnernavne Snoop Doggy Dogg, og Snoop Lion (i sommeren 2012 gik han under pseudonymet Snoop Lion) , er en amerikansk rapper, sanger, pladeproducer, marihuana-aktivist, skuespiller og iværksætter. Snoop er bedst kendt som rapper i West Coast hip hop-scenen, og for at være en af Dr. Dres mest kendte protégés. Snoop Dogg var Crip bandemedlem mens han gik i high school. Kort efter eksamen, blev han arresteret for kokain-besiddelse og sad seks måneder i fængsel i Wayside County Jail. Hans musikkarriere begyndte i 1992 efter en udgivelse, der blev opdaget af Dr. Dre. Han samarbejdede omkring flere tracks-numre på Dres solo debutalbum, The Chronic og på titelsangen til filmen Deep Cover.
Snoops debut album Doggystyle, blev udgivet i 1993 af Death Row Records hvor den lå som nummer 1 på både Billboard Hot 100 og R&B charts. Den solgte næsten en million kopier indenfor den første uge af udgivelsen, Doggystyle blev hurtigt certificeret med 4x platin i 1994 og affødte flere hit-singler, inklusive "What's My Name" og "Gin & Juice". I 1994, udgav Snoop igennem Death Row Records et Soundtrack til kortfilmen Murder Was the Case, med ham selv i hovedrollen. I starten af 1996, blev Snoop Dogg renset for anklager omkring hans tidligere bodyguards mord på Philip Woldemariam i 1993. Hans andet album, fra slutningen af 1996 Tha Doggfather, debuterede også som nummer 1 på begge charts med Snoop's Upside Ya Head som hovedsinglen. Albummet solgte kun halvt så godt, og blev certificeret med dobbelt platin i 1997.
Tha Doggfather var hans sidste udgivelse for Death Row før han indgik kontrakt med No Limit Records, hvor han indspillede hans tre albummer. Da Game Is to Be Sold, Not to Be Told i 1998, No Limit Top Dogg i 1999 (blev det sidste album i 90'erne), og Tha Last Meal i 2000, hvilket var hans sidste No Limit Records album. Snoop indgik da kontrakt med Priority/Capitol/EMI Records i 2002, hvor han udgav sit album Paid tha Cost to Be da Boss. Bagefter indgik han kontrakt med Geffen Records i 2004 for hans næste tre albummer R&G (Rhythm & Gangsta): The Masterpiece, Tha Blue Carpet Treatment, Ego Trippin'. Hans nyeste udgivelser, hvilket var med Priority, var Doggumentary i Marts 2011 og Malice 'n Wonderland i 2009.
Udover musik, har Snoop Dogg også medvirket i film og har været vært i en række tv-shows: Doggy Fizzle Televizzle, Snoop Dogg's Father Hood og Dogg After Dark. Han trænede også et ungdoms-fodboldhold i ligaen og de lokale football-hold på high school. Han er løbet ind i mange juridiske problemer, hvoraf nogle gjorde at han blev nægtet indrejse i Storbritannien og Australien, selv om det britiske forbud senere blev vendt efter en lang juridisk kamp. Han er fætter til Nate Dogg, Daz Dillinger, RBX og Lil' ½ Dead og fætter til R&B-sangeren Brandy og Ray J. Fra september 2009 blev Snoop hyret af EMI som direktør for de genstartede Priority Records.

## Liv og karriere

### Tidlige liv
Opkaldt efter sin stedfar, Calvin Cordozar Broadus, Sr. (10. december, 1948 – 9. november, 1985, Los Angeles), blev Calvin Broadus født den 20. oktober, 1971 på Los Altos Hospital i Long Beach, Californien, den anden af de tre sønner Beverly Broadus (født Tate; født 27. april, 1951, McComb, Mississippi). Hans far, Vernall Varnado (født 13. december, 1949, Magnolia, Mississippi), var en Vietnam-veteran, sanger, og postbud som i løbet af sit liv virkede meget fraværende. Broadus' forældre kaldte ham "Snoopy" (dansk: Nuser) som barn på grund af hans udseende, men derhjemme blev han kaldt Calvin. Hans mor og hans stedfar blev skilt i 1975. I en tidlig alder begyndte, Broadus at synge i Golgotha Trinity Baptist Church hvor han også spillede klaver; da han gik i sjette klasse, begyndte han at rappe. Han gik i Long Beach Polytechnic High School, og blev dømt for besiddelse af kokain, hvorefter at han afsonede seks måneder i Wayside County Jail.
Som teenager, løb Snoop Dogg jævnligt ind i problemer med loven. Snoop Dogg var medlem af Rollin' 20 Crips-banden i Eastside på Long Beach, selvom at han i 1993 erklærerede at han har aldrig har været medlem af en bande. Kort tid efter sin eksamen på high school, blev han arresteret for besiddelse af kokain. Snoop Doggs overbevisning gjorde at han kom hyppigt ind og ud af fængsel det første tre år efter hans eksamen fra high school. Snoop, sammen med sine fætre Nate Dogg og Lil' ½ Dead og sin ven Warren G, indspillede han hjemmelavede bånd sammen i et band som blev kaldt 213, navngivet efter områdekoden for Long Beach på daværende tidspunkt. En af hans tidlige solo freestyles over En Vogues "Hold On" blev lavet til et mixtape som blev hørt af den indflydelsesrige producer Dr. Dre, som ringede og inviterede ham til audition. Tidligere N.W.A medlem The D.O.C. lærte ham , hvordan man kan strukturere sine sangtekster og adskille temaerne i vers, hooks og kor.

### 1992–93: Karrieren begynder ogDoggyStyle
Da han begyndte indspilningen, tog Broadus kunstnernavnet Snoop Doggy Dogg. Dr. Dre begyndte at arbejde med Snoop Dogg, først med temasangen til filmen Deep Cover fra 1992, og derefter på Dr. Dres debut solo album The Chronic sammen med det medlemmerne af hans oprindelige gruppe, Tha Dogg Pound. Den enorme succes Snoop Doggs debut, Doggystyle fik var delvist på grund af den intense eksponering.
Som brændstof til opstigningen af, West Coast G-funk hip hop, var der singlerne "Who Am I (What's My Name)?" og "Gin and Juice" som nåede op på topti over de mest spillede sange i USA, og albummet som blev på Billboard-hitlisterne i flere måneder. Gangsta rap blev centrum for argumenterne for censur og mærkning, hvor Snoop Dogg ofte blev brugt som et eksempel på voldelige og kvindefjendske musikere. Doggystyle, var ligesom The Chronic, et væld af rappere signeret eller tilknyttet Death Row label inklusive Daz Dillinger, Kurupt, Nate Dogg og andre. Rolling Stone musikanmelderen Touré hævdede at Snoop havde en forholdsvis blød vokal sammenlignet med andre rappere: "Snoops vokalstil er en del af det der gør at han skiller sig ud: hvor mange rappere skriger, billedligt og bogstaveligt, taler han blidt."
En kortfilm omkring Snoop Doggs mordsag kaldet Murder Was The Case, blev udgivet i 1994, sammen med et ledsagende soundtrack. Den 6. juli, 1995, blev Doggy Style Records, Inc., et pladeselskab etableret af Snoop Dogg, registreret hos California Secretary of State som forretningsenhed nummer C1923139.

### 1996–97:Tha Doggfather
Efter at Snoop Dogg blev frikendt for mordanklager den 20. februar, 1996, hvorefter at han flyttede med og moren til hans søn sammen med deres kennel på 20 pitbulls ind til et 460m2 stort hus i bjergene i Claremont, Californien og i august 1996 etablerede han Doggy Style Records, et datterselskab af Death Row Records, som havde The Gap Bands Charlie Wilson som en af pladeselskabets første musikere.
Omkring den tid hvor Snoop Doggs andet album, Tha Doggfather, blev udgivet i november 1996, var prisen for at leve (eller bare at efterligne) et gangsterliv blevet meget tydelig. Blandt det mange bemærkelsesværdige dødsfald og domme indenfor hip hop industrien var der Snoop Doggs ven og kollega 2Pac og medstifteren af Death Row, Suge Knight som blev dømt for pengeafpresning. Dr. Dre havde forladt Death Row tidligt i 1996 som følge af en uoverensstemmelse med kontrakten, så Snoop Dogg co-producerede Tha Doggfather med Daz Dillinger og DJ Pooh.
Albummet bød på en markant ændring af stilen i forhold til Doggystyle, og hovedsinglen, "Snoop's Upside Ya Head", som bød på et samarbejde med Gap Band forsangeren Charlie Wilson. Selvom at albummet solgte rimeligt godt, var det ikke så succesfuldt som sin forgænger. Imidlertid havde, Tha Doggfather en blødere tilgang til G-funk stilen. Det umiddelbare eftervirkninger af Dr. Dres tilbagetrækning fra Death Row Records, genstand for en jernhård tidsbaseret kontrakt (dvs., at Death Row stort set ejede noget han havde produceret for dem i en årrække), Snoop Dogg nægtede at producere flere spor til Suge Knight, bortset fra den fornærmende "Fuck Death Row", indtil hans kontrakt udløb. I et interview med Neil Strauss i 1998, slog Snoop Dogg fast at selvom han havde fået nogle overdådige gaver af hans tidligere pladeselskab, så tilbageholdte de stadigvæk royalty til musikeren.
Stephen Thomas Erlewine fra Allmusic sagde bagefter om Tha Doggfather, at Snoop Dogg begynder "at bevæge sig væk fra hans gangsta rødder med en roligere lyrisk æstetik": for eksempel da, Snoop i 1997 deltog under Lollapalooza koncert-turnéen, som hovedsageligt bød på alternativ rock musik. Troy J. Augusto ved Variety bemærkede at Snoop var indstillet på at Lollapalooza bød på "meget dance, og, underligt nok, en lille snert af mosh" hos publikum.

### 1998–2000:Tha Doggfather,No Limit,Top DoggogTha Last Meal
Snoop signerede med Master Ps No Limit Records (distribueret af Priority/EMI Records) i 1998 og debuterede på pladeselskabet med Da Game Is to Be Sold, Not to Be Told samme år. Han andet album fra No Limit var No Limit Top Dogg i 1999 (solgte over 1,503,865 kopier) og Tha Last Meal i 2000 (solgte over 1,000,000). I 2001, blev hans selvbiografi, Tha Doggfather, udgivet.

### 2002:Paid tha Cost to Be da Bo$$
I 2002 udgav han albummet Paid tha Cost to Be da Bo$$, på Priority/Capitol/EMI Records, som solgte over 1,300,000 kopier. Albummet indeholdt hit-singlerne "From tha Chuuuch to da Palace" og "Beautiful", som bød på gæstevokalisten Pharrell. På dette tidspunkt i hans karriere, havde Snoop Dogg efterladt sit "gangster"-image og havde tillagt sig et "alfons"-image.

### 2004–05:R&G (Rhythm & Gangsta): The Masterpiece
I 2004, signerede Snoop med Geffen Records/Star Trak Entertainment som begge kommer fra Interscope Records; Star Trak blev ledet af producer-duoen The Neptunes, som producerede flere numre til Snoops udgivelse fra 2004 R&G (Rhythm & Gangsta): The Masterpiece. Den første single fra albummet, "Drop It Like It's Hot" (featuring Pharrell), blev et hit og var Snoop Doggs første single til at nå nummer et. Hans tredje udgivelse var "Signs", featuring Justin Timberlake og Charlie Wilson, som kom ind som nummer 2 på den britiske hitliste. Dette var hans højeste placering nogensinde i Storbritannien. Albummet solgte 1,724,000 kopier alene i USA, og de fleste af singlerne blev spillet meget i radio og tv. Snoop Dogg sluttede sig sammen med Warren G og Nate Dogg for at danne gruppen 213 og udgav albummet The Hard Way i 2004. Den debuterede som nr. 4 på Billboard 200 og som nr. 1 på Top R&B/Hip-Hop-albummer, og indeholdt singlen "Groupie Luv". Sammen med, de andre rappere Lil Jon, Xzibit og David Banner, optrådte Snoop Dogg i musikvideoen "Twisted Transistor" af Korn.

### 2006:Tha Blue Carpet Treatment
Snoop Doggs medvirken på to spor fra Ice Cubes album fra 2006 Laugh Now, Cry Later, inkluderede singlen "Go to Church", og han medvirkede også på flere numre fra Tha Dogg Pounds Cali Iz Active samme år. Desuden, var blev hans nyestem sang, "Real Talk", lækket på internettet i sommeren 2006 og videoen, til sangen blev senere også frigivet på nettet. "Real Talk" var dedikeret til den tidligere Crips-leder Stanley "Tookie" Williams og var også et diss imod Arnold Schwarzenegger, guvernøren i Californien. De to andre andre singler som Snoop lavede under hans gæsteoptræden var "Keep Bouncing" af Too $hort (også med will.i.am af The Black Eyed Peas) af "Gangsta Walk" med Coolio.
Snoops album fra 2006, Tha Blue Carpet Treatment, debuterede på Billboard 200 som nummer 5 og solgte over 850,000 kopier. Albummet og den anden single "That's That Shit" featuring R. Kelly blev godt modtaget af kritikerne. På albummet, samarbejdede han i en video også sammen med E-40 og andre West Coast-rappere på hans single "Candy (Drippin' Like Water)".

### 2007–08:Ego Trippin'
I juli 2007, skrev Snoop Dogg historie da han blev den første musiker til at udgive et nummer som ringetone forinden dens udgivelse som single, hvilket var "It's the D.O.G.". Den 7. juli, 2007, optrådte Snoop Dogg med sangen under Live Earth concert, Hamburg. Snoop Dogg sang for første gang i Bollywood med hans første rap-sang til en indisk film nogensinde, Singh Is Kinng; og titlen på sangen var også "Singh is Kinng". Han optrådte også i filmen som sig selv.
Et album med sangen blev udgivet den 8. juni, 2008 på Junglee Music Records. Han udgav sit niende studiealbum, Ego Trippin' (som solgte 400,000 kopier i USA), sammen med dens første single, "Sexual Eruption". Singlen toppede som nummer 7 på Billboard 100, hvor man også ser Snoop bruge Auto-Tune. Albummet indeholdt også produktion fra QDT (Quik-Dogg-Teddy).

### 2009–10:Malice n WonderlandogMore Malice
Snoop blev tildelt en ledende stilling hos Priority Records. Hans tiende studiealbum, Malice n Wonderland, blev udgivet den 8. december, 2009. Den første single fra albummet, "Gangsta Luv", featuring The-Dream, toppede som nummer 35 på Billboard Hot 100. Albummet debuterede som nummer 23 på Billboard 200, og solgte 61,000 kopier den første uge, hvilket gør den til hans lavest placerede album på hitlisten. Hans tredje single, "I Wanna Rock", toppede som nummer 41 på Billboard Hot 100. Snoop optrådte på Gorillaz seneste album, Plastic Beach. Den fjerde single fra Malice n Wonderland, med titlen "Pronto", featuring Soulja Boy Tell 'Em, blev udgivet på iTunes den 1. december, 2009. Snoop genudgav albummet under navnet More Malice.

### 2011-2012: Doggumentary
Snoop samarbejdede med Katy Perry på hendes første single fra hendes andet mainstream album, "California Gurls", som blev udgivet den 11. maj, 2010. Snoop kan også høres på nummeret "Flashing" af Dr. Dre og på Curren$ys sang Seat Change. Han var også med på den nye single fra den australske sanger Jessica Mauboy, med titlen "Get 'em Girls" (udgivet september, 2010). Snoops seneste medvirken var med den amerikanske musiker, Emii, på hendes anden single med titlen "Mr. Romeo" (udgivet den 26. oktober, 2010 som en efterfølger til "Magic"). Snoop samarbejdede også med den amerikanske comedy trup The Lonely Island i deres sang Turtleneck & Chain, fra deres album fra Turtleneck & Chain, fra 2011.
Snoop Doggs nyeste studiealbum er Doggumentary, som blev omdøbt til Doggumentary og som blev udgivet i løbet af marts 2011. Snoop var featured på Gorillaz' seneste album Plastic Beach på et nummer kaldet: "Welcome to the World of the Plastic Beach" med The Hypnotic Brass, og han har også færdiggjort et andet nummer med titlen "Sumthing Like this Night" som ikke er på albummet Plastic Beach, men som dog er på Doggumentary. Han optræder også på det nyeste Tech N9ne-album All 6's And 7's (udgivet 7. juni, 2011) på et nummer kaldet "Pornographic" som også var features E-40 og Krizz Kaliko.
Den 2. januar, 2012, optrådte han i The Price Is Right hvor han rejste $72,000 gennem velgørenhed til, Snoop Youth Football League.
Den 12. oktober, 2011, optrådte han i Aarhus på spillestedet Train, samt dagen efter på Store Vega på Vesterbro i København.

### 2012-: Reincarnated
Den 4. februar, 2012 annoncerede Snoop Dogg et nyt studiealbum ved navn 'Reincarnated'. 

## Andre optrædener

### Medieoptrædener
Snoop Dogg har optrådt på tv og i film i hele sin karriere. I 1998, havde Snoop en gæsteoptræden si filmen Half Baked som "Scavenger Smoker". I 2000, instruerede Snoop (som "Michael J. Corleone") Snoop Dogg's Doggystyle, en pornografisk film produceret af Hustler. Filmen kombinerer hip hop med x-rated materiale, og blev en stor succes og vandt også "Top Selling Release of the Year" ved AVN Awards 2002. Snoop instruerede bagefter Snoop Dogg's Hustlaz: Diary of a Pimp i 2002 (under øgenavnet "Snoop Scorsese").
I 2001, lånte Snoop sin stemme til den animerede stemme King of the Hill, hvor han spiller en hvid alfons ved navn Alabaster Jones. Han spillede også en ledende figur i filmen The Wash med Dr. Dre. Han portrætterer en narkogangster som sidder i kørestol i filmen Training Day, featuring Denzel Washington. I 2001, spillede Snoop med i horrorfilmen Bones, hvor han spiller en myrdet gangster som vender tilbage fra de døde for at hævne sig over den som myrdede ham.
I 2002, var Snoop vært, deltog i, og producerede hans egen MTV sketch comedy show med titlen Doggy Fizzle Televizzle. Snoop havde en kort gæsteoptræden i tv-filmen It's a Very Merry Muppet Christmas Movie (2002), men hans endelige præstation var udeladt fra filmen. Den 8. november, 2004, var Snoop Dogg med i afsnittet "Two of a Kind" fra NBC's serie Las Vegas.
I 2004, var Snoop med i Showtime serien The L Word som figuren "Slim Daddy". Han har også bl.a spillet narkohandler som figuren Huggy Bear, i genindspilningen fra 2004 af filmen fra 1970'erne fra Tv-serien af samme navn, Starsky & Hutch. Han optrådte som sig selv i episoden "MILF Money" fra tv-serien Weeds, og optrådte også i tv-serien Entourage og Monk, til hvilken han optog en version for temaet, i juli 2007.
Snoop grundlagde sit eget produktionsselskab, Snoopadelic Films, i 2005. Deres debutfilm var Boss'n Up, en film inspireret af Snoop Doggs album R&G, med Lil Jon og Trina.
I december 2007, fik hans realityshow Snoop Dogg's Father Hood premiere på E!-kanalen. Snoop Dogg kom også med i NBA's Entertainment League. Den 30. marts, 2008 deltog han under WrestleMania XXIV som Master of Ceremonies i en kamp mellem Maria og Ashley Massaro som fandt sted på Beth Phoenix og Melina.
Den 8. og 9. maj, 2008, optrådte Snoop som sig i ABCs sæbeopera One Life to Live, hvor han lavede et nyt åbningstema i to episoder. I begge episoder, optræder Snoop i en pigepolteraben for figurerne Adriana Cramer, samtidig med at han takker Bo Buchanan for at hjælpe ham med at starte i showbusiness. Den 24. februar, 2010, gentog Snoop Dogg hans roller, mens han optrådte sangen "I Wanna Rock" fra hans nye album, Malice n Wonderland, hvor han også lavede en særlig remixet vokalgengivelse af showets åbningstema. I de seneste interviews har han forklaret, at som barn var, One Life to Live hans foretrukne show, og han ser stadigvæk kærligt tilbage på showet. Han har også udtalt, at han altid har været en særlig fan af Robert S. Woods, som har portrætteret Bo Buchanan siden 1979.
I 2009, medvirkede Snoop Dogg i Sacha Baron Cohens film Brüno som ham selv mens han laver en rap over sangen "Dove Of Peace". Den 19. oktober, 2009, var Snoop Dogg gæstevært på WWE Raw.
I Juli 2009, afslørede Snoop om at optræde i den populære sæbeopera Coronation Street mens han var på turne i Storbritannien. Men ITV-bosserne var ikke særlig vilde med ideen.
I 2010, optrådte Snoop Dogg i en episode af I Get That a Lot på CBS som parkeringsvagt.
I Juni 2010, lavede Snoop en musikvideo til True Blood med en sang han selv skrev til en af hovedpersonerne i serien med titlen "Oh Sookie."
I Marts 2011, deltog Snoop i Comedy Centrals Roast of Donald Trump sammen med andre komikere og mediepersonligheder.

### Udgivelser
- St. Ides
- Snoop Dogg 40 Oz Maltlikør
- Adidas Originals
- Boost Mobile mobiltelefon
- Chrysler 300
- Colt 45
- Metro PCS Samsung Galaxy 4G
- Orbit Gum
- Cal Worthingtons Ford forhandler i Long Beach, Californien
- "Snoop Doggs" – lange hotdogs fremstillet i Massachusetts, af et joint venture med Platinum One Media[52]
- "Snoop Dogg Board Company (SDBC)" – skateboard- og kuffert fabrikationselskab (i samarbejde med Pentagon Distribution)
- "Snooperbowl" og "Snoop Youth Football league"[53]
- "Chronic Candy" – slik som smager af marihuana (fra Schweiz og forbudt i nogle byer i USA)
- Love Don't Live Here No More, Doggy Tales Vol.1 – kærlighedsroman (co-skrevet af David E. Talbert, udgivet af Atria og Snoopadelic Films) ISBN 0-7432-7363-X[54]
- Tha Doggfather : The Times, Trials, And Hardcore Truths Of Snoop Dogg – autobiografi (udgivet af William Morrow) Hardcover ISBN 0-688-17158-3, Paperback ISBN 0-06-107607-4[55]
- Fear & Respect (projekt aflyst den 1. marts, 2006) – PlayStation 2 computerspil (udviklet af Midway Games)
- "Doggy Biscuitz" – skomærke (i samarbejde med Pony International)[56]
- "Snoop Dogg Clothing" – streetwear (distribueret af Macy's)
- "WRFF" – unikt designede scootere (i samarbejde med Salton, Inc.)[57]
- "Hip Hop Gaming League" – en berømtheds onlinekonkurrence (arrangeret af Global Gaming League)[58]
- "Snoop Dogg figures" (Vital Toys, SOTA Toys)[59]
- "Snoop Dogg Boxing" – mobiltelefonspil (Sony Pictures Mobile)
- "Snoop Dogg Pet Accessory Line" (i forbindelse med Jakks Pacific)[60]
- Snoop Dogg er en af det kendte stemmer i TomTom GPS navigations system.[61][62] I George Lopezs talk show Lopez Tonight forklarede han at han var træt af at høre på direktioner fra den samme kvinde.
- I August 2008, annoncerede Snoop Dogg lanceringen af en ny streetwear-kollektion ved navn Rich & Infamous, via et partnerskab med Robert Thorne Co. Kollektionen blev afsløret i løbet af Magic Tradeshow i Las Vegas.[63]
- "Hack is Wack" – Promovering af Norton AntiVirus.[64]
- "Coffee Cup With A Cause" med 7 Eleven.[65]
- "Serious Pimp" tøjkollektion.[66]
- "iFizzle" iPhone applikation.[67]
- "Vybe Mobile"[68]
- "Pepsi Max" – Zero Calories[69]

## Stil og rapfærdigheder
Kool Moe Dee rangerer Snoop som nr. 33 i sin bog There's a God on the Mic, og siger at han har "et ultra-blødt, tilbagelænet udtryk", og "smagfulde melodiske rim". Peter Shapiro beskriver Snoops udtryk som et "sødt drawl" og Allmusic noterer hans "drævende, lakoniske rytme" stil. Kool Moe Dee refererer til Snoops brug af ordforråd, og siger at han "holder det helt simpelt...han forenkler det, på en effektiv måde".
Snoop er kendt for at freestyle nogle af sine tekster i stedet for at synge dem – i bogen How to Rap, siger Lady of Rage, "Snoop Dogg, som jeg arbejdede med tidligere i hans karriere, ved hvordan man laver den slags ting... han ville freestyle, han var ikke sangskriver, han var freestyler," og fra The D.O.C. hedder det, "Snoops [rap] var en one take willy, men hans lort var altid freestyle. Han havde ikke skrevet noget som helst ned. Han kom bare ind og startede med at rappe. Sangen var "Tha Shiznit" – hvor alt var freestyle. Han startede med at rappe og da han kom til pausen, slukkede Dre maskinen, hvorefter at han sang omkvædet og derefter bad Snoop om at komme ind. Han derefter hele pladen. Dette skete dengang Snoop var i zonen."
Peter Shapiro siger at Snoop debuterede på "Deep Cover" med et "chokerende originalt flow – der lød som Slick Rick hvis han var født i South Carolina i stedet for South London" og tilføjer at han, "vidste, at hans stil kom fra en kopiering af Slick Ricks 'La Di Da Di'". Med henvisning til Snoops flow, kalder Kool Moe Dee ham "en af de blødeste, lækreste flow-ers i spillet". How to Rap bemærker også at Snoop er kendt for at bruge synkoper i sit flow for at give det en laidback kvalitet, samt at han også 'forbinder med rytme' i hans sammensatte rim, ved hjælp af bogstavrim, og bruger et "sparsomt" flow med en god brug af.
Snoop er en af dem som har populariseret brugen af -izzle tale, især indenfor pop og hip-hop branchen.

## Personlige liv
Broadus' far forlod familien da Broadus var tre måneder gammel. Snoop blev gift med sin kæreste siden high school, Shante Taylor, den 12. juni, 1997. Den 21. maj, 2004, begærede han skilsmisse fra Shante, på grund af uforenelige forskelligheder. Parret fornyede deres ægteskabsløfter den 12. januar, 2008. R&B-sangerne Brandy og Ray J er hans fætre og kusiner. I 2002, annoncerede rapperen at han ville stoppe med at ryge marihuana, som ellers var en af hans varemærker. Ifølge hans IMDb biografi, er Snoop fan af heavy metal-bandet Metallica og han optrådte sammen med bandet med sangen "Sad But True" i 2003 under en MTV Icon Special som er tilgængelig på YouTube. En DNA-test taget af George Lopez under Lopez Tonight afslørede at Snoop Dogg var 0 % østasiatisk, 23 % indiansk, 6 % europæisk, og af 71 % afrikansk afstamning.
Snoop er en ivrig fan af hjembyholdet Los Angeles Dodgers og Los Angeles Lakers. Snoop er også en ivrig Pittsburgh Steelers fan. og han ses ofte iført Pittsburgh Steelers-tøj. Snoop har nævnt at hans kærlighed til Steelers begyndte i 1970'erne under holdets storhedstid hvor han så det med sin bedstefar mens han voksede op i L.A. I 2005 udenfor sæsonen, nævnte Snoop at han ønskede at være førstetræner i NFL, "sandsynligvis for Steelers". Det følgende år var han tilstede ved Steelers' sejr i Super Bowl XL og senere i Super Bowl XLIII. Han er også en fan af Oakland Raiders og Dallas Cowboys, hvor han ofte er iført en Nr.5 trøje, og han er også blevet set på Raiders træningslejr. Han har også lavet hans egen free style rap baseret på hans ligheder med Tony Romo. Han er også fan af USC Trojans Football. Han har også vist sympati for New England Patriots, da det optrådte på Gillette Stadium og udpegede og Patriots som favorit til at vinde Super Bowl XXXIX mod Eagles. Den 6. august, 2009, besøgte Snoop træningslejren for Baltimore Ravens på McDaniel College i Westminster, Maryland. Han blev inviteret af Ray Lewis dagen efter sin koncert op Merriweather Post Pavilion i Columbia, Maryland.
Snoop Dogg er en autoriseret fodboldtræner og har været cheftræner for sin søns ungdomsfodboldhold og for John A. Rowland High School team.
Snoop Dogg er en ivrig hockeyfan; han støtter Pittsburgh Penguins jersey (med navnet og nummeret 'GIN AND JUICE' 94 på hans ryg) og bærer en trøje af det nu hedengangne Springfield (MA) Indians of the American Hockey League i hans musikvideo fra 1994, "Gin And Juice". I E! show, Snoop Dogg’s Father Hood, modtog Snoop Dogg og hans familie træning i af at spille af Anaheim Ducks, hvorefter de vendte tilbage til Honda Center for at heppe på Ducks i deres kamp mod Vancouver Canucks i episoden Snow in da Hood.
I 2009, blev det afsløret at Snoop Dogg var medlem af Nation of Islam. Den 1. marts, 2009, gjorde han en optræden ved Nation of Islams årlige Saviours' Day, hvor han roste ministeren Louis Farrakhan. Snoop hævdede at være medlem af Nation of Islam, men han afvise at give en dato på hvornår han tiltrådte. Han har også doneret $1,000 til organisation.
Snoop hævdede i 2006 i et interview med magasinet Rolling Stone at han i modsætning til andre hip hop musikere som kun var alfonser overfladisk set, så var han faktisk professionel alfons i 2003 og 2004, og siger "Det lort var mit naturlige kald og og da jeg blev involveret i det, så blev det sjovt. Det var ligesom at skyde layups for mig. Jeg gjorde 'det hver gang." Han fortsætter med at sige, at efter han var blevet rådgivet af nogle af de andre alfonser han kendte, så opgav han til sidst alfonseriet for at tilbringe mere tid med sin familie.

### Juridiske forhold
Kort tid efter eksamen fra high school, blev han arresteret for besiddelse af kokain.
Under optagelserne til Doggystyle i august 1993, blev Snoop Dogg anholdt i forbindelse med dødsfaldet af Phillip Woldermarian, et medlem af en rivaliserende bande, som blev skudt og dræbt af Snoops livvagt, McKinley Lee; Snoop blev anklaget for mord sammen med Lee da han kørte det køretøj hvorfra skyderiet var begyndt. Snoop og Lee blev forsvaret af Johnnie Cochran. Både Snoop og Lee blev frikendt; Lee blev frikendt på grund af selvforsvar, men Snoop Dogg var blevet viklet ind i juridiske slagsmål omkring sagen i tre år.
I juli 1993, blev Snoop stoppet for en trafikforseelse, og et skydevåben blev fundet af politiet, da der blev udført en ransagning af hans bil. I februar 1997, blev han kendt skyldig i besiddelse af en pistol og blev beordret til at optage tre offentlige servicemeddelelser, betale en bøde på $1,000, samt tre års prøvetid.
I maj 1998, blev Snoop Dogg idømt en bøde for besiddelse af marihuana.
I oktober 2001, blev Snoop Dogg igen arresteret for besiddelse af marihuana. I 2002 erkendte han sig skyldig og blev idømt en bøde på i alt $398.30 samt 30-dages betinges fængsel.
Snoop Dogg, Tha Dogg Pound, og The Game blev sagsøgt for vold mod en fan på scenen under en koncert i maj 2005 på White River Amphitheatre i Auburn, Washington. Anklageren, Richard Monroe, Jr., hævdede at han blev slået af musikerne da han kom op på scenen. Han påstod, at han reagerede på en "åben invitation" til at komme på på scenen. Før han kunne nå det så greb, Snoops livvagter om ham og han blev slået bevidstløs af gruppen, inklusive rapperen og produceren Soopafly; Snoop og Game blev anklaget for ikke at gribe ind. Retssagen fokuserede på en erstatning på $22 millioner. De berørte parter dukkede op i retten i april 2009.
Den 26. april, 2006, blev Snoop Dogg og medlemmer af hans omgangskreds anholdt efter de var kommet væk fra British Airways' førsteklasses lounge i Heathrow Airport. Snoop og hans selskab fik ikke lov til at komme ind i loungen, fordi nogle af dem fløj på førsteklasse, mens andre fløj på økonomiklasse. Efter gruppen blev eskorteret udenfor, vandaliserede de en toldfri butik med whiskyflasker. Syv politifolk kom til skade under forstyrrelsen. Efter en nat i fængsel, blev Snoop og det andre løsladt mod kaution d. 27. april, men han var ude af stand til at optræde under Premier Foods People's Concert i Johannesburg samme dag. Som en del af betingelserne for hans kaution skulle han vende tilbage til politistationen i maj. Gruppen blev forvist fra British Airways for "en overskuelig fremtid." Da Snoop Dogg vendte tilbage til politistationen i London den 11. maj, hvor han blev anholdt for slagsmål under Sektion 4 i henhold til den Offentlige lov og orden for brug af truende ord eller adfærd. Den 15. maj, besluttede Indenrigsministeriet at Snoop Dogg blev nægtet adgang til Storbritannien indenfor en overskuelig fremtid på grund af hændelsen i Heathrow såvel som hans tidligere domme i USA for lovovertrædelser med narkotika og skydevåben. Snoop Doggs visakort blev afvist af det lokale myndigheder den 24. marts, 2007 på grund af Heathrow-hændelsen. Han optrådte under en koncert på Londons Wembley Arena den 27. marts sammen med Diddy (mens han var på turne i Europa). Men beslutningen påvirkede dog yderligere fire britiske forestillinger i Cardiff, Manchester og Glasgow og Budapest (på grund af omlægning). I marts 2010, fik Snoop Dogg dog lov til at komme tilbage til england igen.
Den 27. september, 2006, blev Snoop Dogg arresteret i John Wayne Airport i Orange County, California af lufthavnens sikkerhedsvagter, efter at lufthavnen havde fundet en sammenklappelig politistav i Snoops håndbagage. Staven blev konfiskeret men Snoop fik lov at komme med flyet. Flere af hans sigtelser for forskellige våbenovertrædelser stammer fra denne hændelse. Donald Etra, Snoops advokat, fortalte tolderne at staven var til brug i en musikalsk sketch. Snoop blev idømt tre års prøvetid' og 160 timers samfundstjeneste som startede den 20. september, 2007.
Snoop Dogg blev arresteret igen den 26. oktober, 2006 i Bob Hope Airport i Burbank, Californien mens han parkerede sin bil på en p-plads. Da han blev kontaktet af lufthavnens sikkerhedsvagter for en trafikovertrædelse, blev han fundet i besiddelse af marihuana og et skydevåben, ifølge en politierklæring. Han blev transporteret til Burbank Police Department Jail, hvor han blev arresteret og igen løsladt mod en kaution på $35,000. Han blev kendt skyldig i anklagerne den 12. december i Burbank Superior Court.
Han blev igen arresteret igen den 29. november, 2006, efter en optræden på The Tonight Show, for besiddelse af marihuana og et skydevåben.
Snoop blev arresteret igen den 12. marts, 2007 i Stockholm, Sverige efter at have optrådte under en koncert sammen med with P. Diddy i Stockholms Globe Arena efter at han og en kvindelig ledsager eftersigende "stank" af marihuana. Det blev frigivet fire timer senere efter at have afgivet en urinprøve.
Resultaterne af urinprøven ville bestemme bøden. Men rapperen nægtede alle anklager.
Den 26. april, 2007, det australske Integrationsministerie forbød ham at komme ind i landet af på grund af hans karakter, med henvisning til hans tidligere straffedomme. Det var planlagt at han skulle optræde ved MTV Australia Video Music Awards den 29. april, 2007. Australiens Integrationsministerie ophævede indrejseforbuddet i september 2008 og gav ham visum til Australien. DIAC sagde "I forbindelse med denne beslutning, vejede ministeriet hans straffedomme mod hans tidligere adfærd i Australien, nyere adfærd – inklusive hans velgørende arbejde – gjrode at han ikke længere var nogen sandsynlig risiko for det australske samfund ... Vi tog hensyn til alle relevante faktorer, og på baggrund af dette har ministeriet besluttet at give ham visum."
Snoop Doggs mange juridiske spørgsmål har tvunget San Franciscos borgmester Gavin Newsom til at trække en proklamation til rapperen tilbage.
Snoop Dogg blev bandlyst fra Parkpop, en festival i Nederlandene den 27. juni, 2010 hvor det var planlagt at han skulle optræde. Borgmesteren og det retshåndhævende embedsmænd bad arrangørerne af festivalen om at finde en musiker som var mere “åben og venlig” til at optræde under begivenheden.
Snoop Dogg blev arresteret igen den 7. januar, 2012 for besiddelse af marihuana efter at grænsekontrolagenterne fandt en lille mængde marihuana i hans tourbus. Snoop Dogg blev stoppet på det samme checkpoint i Sierra Blanca, Texas, hvor countrysangeren Willie Nelson blev arresteret for besiddelse af marihuana i 2010. Agenterne gennemførte en rutinemæssig inspektion af han tour-bus på den amerikansk-mexicanske grænse ved checkpointet, øst for El Paso, Texas og syntes, at de lugtede af marihuana. Snoop Dogg blev anklaget for besiddelse af narkotika, og blev løsladt den 29. januar, 2012.

## Diskografi
- Doggystyle (1993)
- Tha Doggfather (1996)
- Da Game Is to Be Sold, Not to Be Told (1998)
- No Limit Top Dogg (1999)
- Tha Last Meal (2000)
- Paid tha Cost to Be da Boss (2002)
- R&G (Rhythm & Gangsta): The Masterpiece (2004)
- Tha Blue Carpet Treatment (2006)
- Ego Trippin' (2008)
- Malice n Wonderland (2009)
- Doggumentary (2011)
- Reincarnated (2012)

## Filmografi
- 1994: Murder Was the Case (Platin)
- 1998: Caught Up
- 1998: Half Baked (gæsteoptræden)
- 1998: Da Game of Life
- 1998: Hot Boyz
- 1998: Ride
- 1999: Whiteboyz
- 1999: Urban Menace
- 2000: Tha Eastsidaz
- 2000: Up in Smoke Tour
- 2001: Baby Boy
- 2001: Training Day
- 2001: King of the Hill (stemme)
- 2001: Bones
- 2001: The Wash
- 2003: Malibu's Most Wanted
- 2003: Old School
- 2004: Starsky & Hutch
- 2004: Soul Plane
- 2004: Volcano High
- 2005: Boss'n Up
- 2005: Racing Stripes (stemme)
- 2006: The Tenants
- 2006: 'Weeds': som ham selv
- 2006: Hood of Horror
- 2007: Arthur and the Invisibles (stemme)
- 2007: Monk
  - Under åbnings-sekvensen, lavede han en cover af titelsangen "It's a Jungle out There" af, Randy Newman.
- 2007: The Boondocks
- 2008: Singh Is Kinng (som ham selv)
- 2008: Snoop Dogg's Father Hood (som ham selv)
- 2009: Futurama: Into the Wild Green Yonder (stemme)
- 2009: Dogg After Dark: som ham selv
- 2009: Xavier: Renegade Angel (stemme)
- 2009: Brüno (gæsteoptræden)
- 2009: Falling Up
- 2010: Down for Life
- 2010: One Life to Live som Calvin Broadus
- 2010: Straight Outta L.A. (som ham selv)
- 2010: Freaknik: The Musical
- 2010: Malice n Wonderland som Malice
- 2010: Big Time Christmas som ham selv
- 2011: 90210 som ham selv
- 2011: Roast of Donald Trump

## Priser og nomineringer
Snoop Dogg var også dommer ved den 7. årlige Independent Music Awards til støtte for uafhængige musikeres karrierer.